# Jiří Trnka
Jiří Trnka (Praag, 24 februari 1912 – Pilsen, 30 december 1969) was een Tsjecho-Slowaaks regisseur, poppenmaker en illustrator.

## Loopbaan
Trnka kwam ter wereld als zoon van een loodgieter, in een gezin waarin het maken van poppen, poppenkastspelen en poppentheaters als hobby beoefend werd. Trnka exposeerde zijn eigen poppen vanaf zijn zeventiende. Hij studeerde af aan de Praagse School of Arts and Crafts. Hij begon een poppentheater in 1936 en wist al tijdens de Tweede Wereldoorlog een reputatie als decorbouwer, illustrator en tekenfilmmaker te vestigen.
Na de Tweede Wereldoorlog werd de Tsjechische filmindustrie genationaliseerd, waardoor er een enorm budget beschikbaar kwam voor creativiteit op het gebied van film. Het staatsbedrijf Krátký film werd opgericht in Praag, en Trnka werd aangetrokken om voor het nieuwe bedrijf teken- en poppenfilms te maken. Onder zijn medewerkers bevond zich ook de tekenaar en regisseur Zdeněk Miler.
Krátky film had meerdere studio’s, waaronder de Brati v triku studio voor tekenfilms en een studio voor poppenanimatie. Trnka waagde zich in eerste instantie aan het maken van tekenfilms bij Brati v triku. In 1946 verfilmde hij het sprookje Zvířátka a Petrovští als tekenfilm van acht minuten. Hij won daarmee een Gouden Palm in de categorie "korte film" op het filmfestival in Cannes van 1946, en wist daarmee de Tsjechische filmindustrie internationaal op de kaart te zetten.
Vanaf 1947 legde hij zich volledig toe op het maken van poppenfilms. Hij werd al spoedig een van de beste poppenfilmmakers in de wereld en won verschillende prijzen op filmfestivals. In 1968 won hij de Hans Christian Andersen Award. Hij illustreerde ook een aantal boeken, waaronder het door hem zelf geschreven kinderboek 5 jongens + 5 olifanten.
In de jaren 60 verdween Trnka meer naar de achtergrond, en trok hij zich terug om sprookjesboeken te illustreren. Volgens ingewijden was hij door de communistische leiders op een dood spoor gezet, omdat hij weigerde om propagandafilms te maken.
Trnja werd de Walt Disney van het oosten genoemd. In Nederland werd er in de jaren 60, ten tijde van de Toonder Studio’s, ook wel aan hem gerefereerd als de Tsjechische Joop Geesink.

## Selectie van zijn films
- The Czech Year (Špalíček, 1947, zijn eerste lange film)
- The Springer and SS 1947
- Song of the Prairie (Arie prerie, 1949)
- The Emperor's Nightingale (Císařův slavík, 1949)
- Old Czech Legends (Staré pověsti české, 1953)
- Fortunes of the Good Soldier Swejk 1954
- A Drop Too Much (O Sklenicka Vic 1954), In Nederland uitgebracht onder de titel Een Glaasje Teveel[bron?]
- A Midsummer Night's Dream (Sen noci svatojánské, 1959)
- The Cybernetic Grandma (Kybernetická babička, 1962)
- The Archangel Gabriel and Mrs. Goose (Archanděl Gabriel a paní husa, 1964)
- The Hand (Ruka, 1965)